# غوستافو لوبيز
غوستافو هيرنانديز لوبيز (بالإنجليزية: Gustavo Hernandez Lopez؛ مواليد 27 يونيو 1989) هو مُقاتل فنون قتالية مختلطة أمريكي.

## وصلات خارجية
- غوستافو لوبيز على موقع يو إف سي (الإنجليزية)
- غوستافو لوبيز على موقع شيردوغ (الإنجليزية)